# Complesso residenziale Fercasa

Der Complesso residenziale Fercasa ist ein denkmalgeschütztes Scheibenhochhaus, das 1966 nach Plänen von Alberto Finzi (* 1931)  und Paolo Zürcher in Novazzano in der Schweiz errichtet wurde.

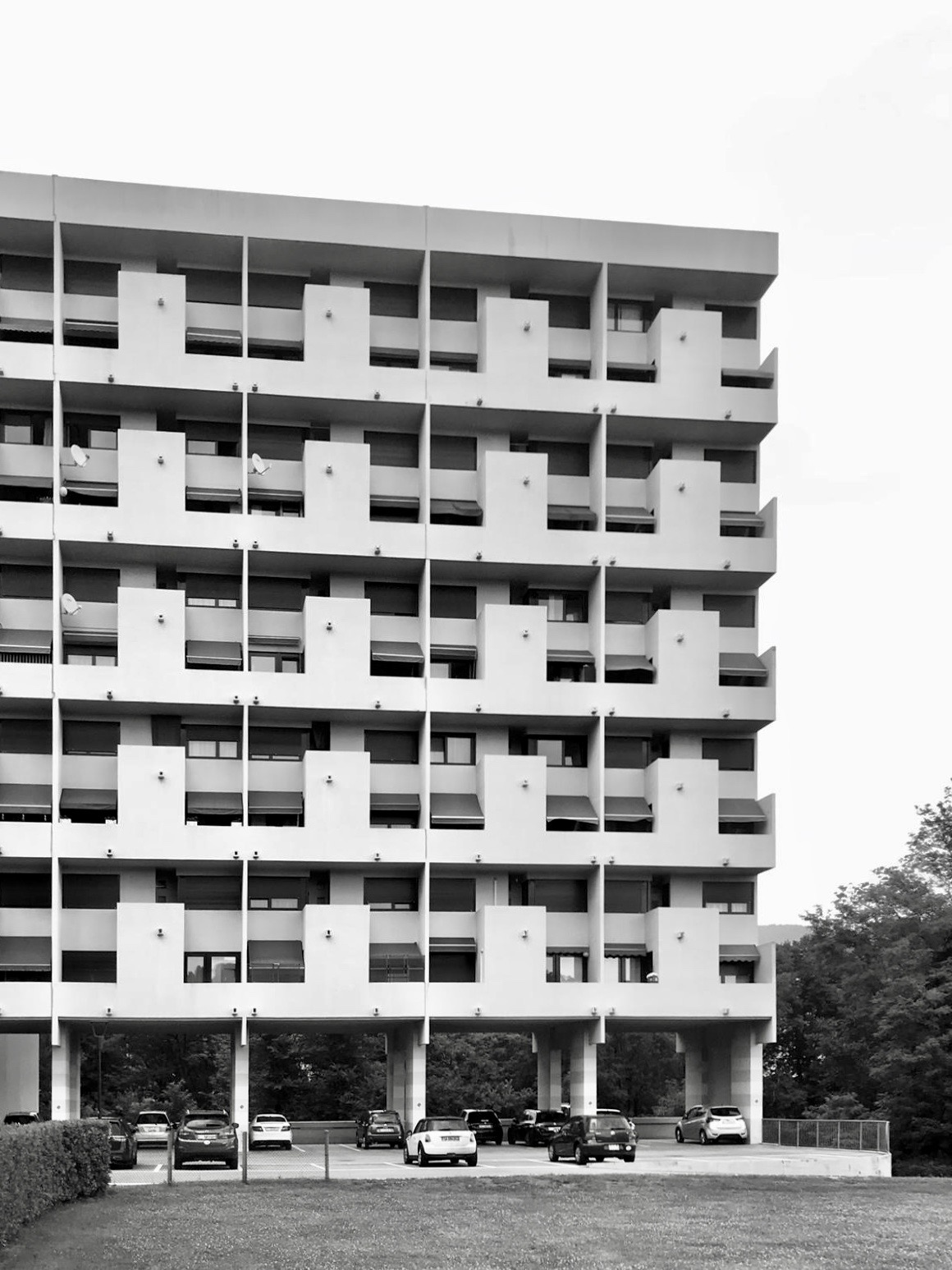
Complesso residenziale Fercasa, Südwestfassade

## Lage
Das Mehrfamilienhaus befindet sich in der Via Torraccia 9 und ist aufgelistet als Kulturgut der Kategorie B von Novazzano.

## Geschichte und Architektur

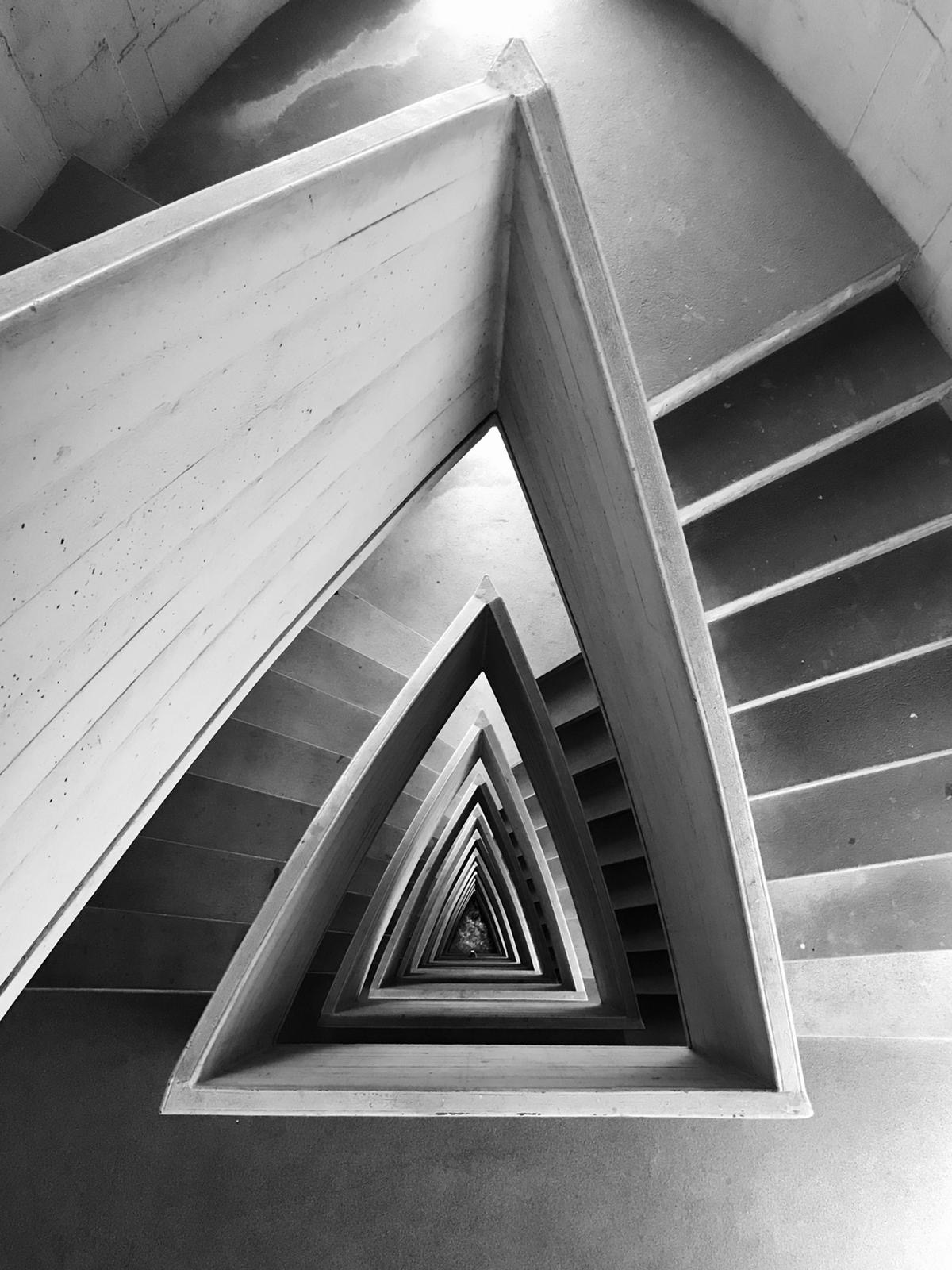
Treppenhaus

Planungsbeginn war im Jahr 1963, erbaut wurde das Gebäude in den Jahren 1965/66.
Das Ensemble besteht aus einem elfgeschossigen lang gestreckten Baukörper, der die Wohnungen enthält, und einem freistehenden elliptischen Treppenhausturm im Zentrum der rückwärtigen Fassade. Die Südwest-Fassade, die gleichzeitig die Hauptfassade ist, ist mit unterschiedlichen Balkonen aufgelockert. Die offenen Laubengänge auf der Rückseite sind jede zwei Geschosse angeordnet, sodass die durchgesteckten Wohnungen Maisonettes sind. Parkplätze befinden sich im Luftgeschoss auf Erdgeschoss-Niveau.
Der Bau ähnelt den Unité d’Habitations von Le Corbusier, wobei bei diesem Schweizer Objekt der Dachgarten nicht genutzt wird.